# Fizosztigmin
A fizosztigmin (más néven eserine, mely a Kalabár bab vagy Physostigma venenosum nyugat-afrikai elnevezéséből, az éséréből származik) egy paraszimpatomimetikum, nevezetesen a Kalabár bab reverzibilis kolinészteráz gátló alkaloidja.
Kémiai úton első alkalommal 1935-ben, Percy Lavon Julian és Josef Pikl vegyészek állították elő. Az Egyesült Államokban  Antilirium, Eserine Salicylate, Isopto Eserine, és Eserine Sulfate kereskedelmi neveken forgalmazzák.

## Hatásmechanizmusa
Hatását az acetilkolin metabolizmus megváltoztatásával fejti ki, meggátolja annak az acetilkolin-észteráz által történő lebontását a szinaptikus résekben és a neuromuscularis junctiókban. Az így felhalmozódó acetilkolinnak erősebb stimuláló hatása van mind a nikotinerg és a muszkarinerg receptorokra. 

## Klinikai felhasználása
A fizosztigmint  myasthenia gravis, glaukóma, az Alzheimer-kór és a késedelmes gyomorürülés kezelésére használják. Az utóbbi időben már használják ortosztatikus hipotónia kezelésére is.
Mivel ez egy tercier amin, ezért átjut a vér-agy gáton. A fizosztigmin szalicilátot a központi idegrendszerre ható atropin, szkopolamin és más antikolinerg gyógyszerek túladagolásának kezelésére használják.
A fizosztigmin a maszlag mérgezés, Atropa belladonna mérgezés és az atropinnak ellenszere. Ezenkívül ellenszere a gamma hidroxibutirát (GHB) mérgezésnek is, de nem túl hatékony és gyakran idéz elő toxicitást, így az alkalmazása nem javasolt.

## Mellékhatásai
Túladagolása kolinerg szindrómát okoz.
Egyéb mellékhatások lehetnek a hányinger, hányás, hasmenés, étvágytalanság, szédülés, fejfájás, hasi fájdalom, izzadás és emésztési zavar.

## Fordítás
- Ez a szócikk részben vagy egészben  a   Physostigmine című angol Wikipédia-szócikk fordításán alapul.  Az eredeti cikk szerkesztőit annak laptörténete sorolja fel. Ez a jelzés csupán a megfogalmazás eredetét és a szerzői jogokat jelzi, nem szolgál a cikkben szereplő információk forrásmegjelöléseként.